# Nusalala camposina
Nusalala camposina is een insect uit de familie van de bruine gaasvliegen (Hemerobiidae), die tot de orde netvleugeligen (Neuroptera) behoort. 
Nusalala camposina is voor het eerst wetenschappelijk beschreven door Navás in 1929.